# Sandy Bay Chapel

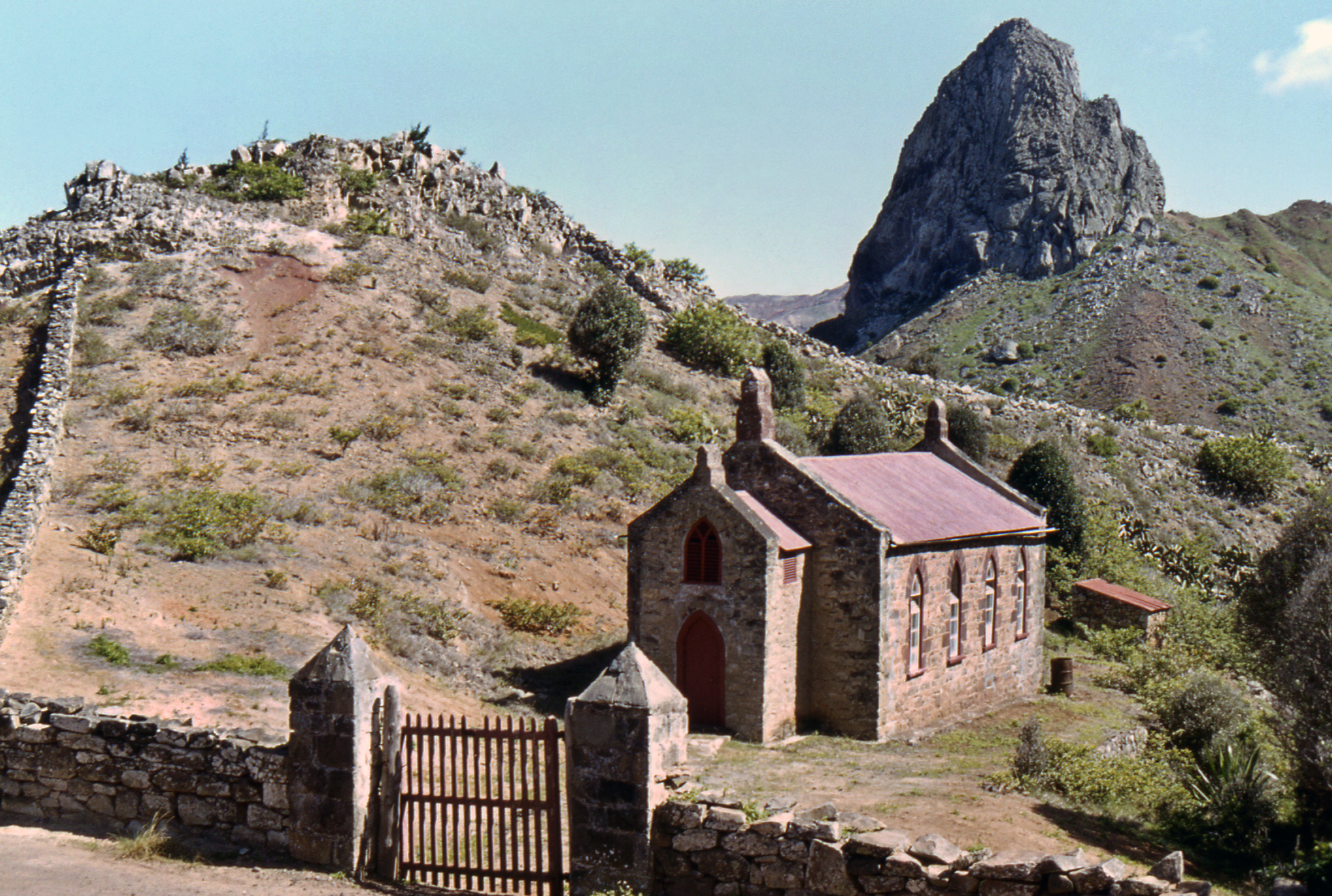
Sandy Bay Chapel

Die Sandy Bay Chapel (deutsch Sandy-Bay-Kapelle) ist ein baptistisches Kirchengebäude im Distrikt Sandy Bay auf der Atlantikinsel St. Helena. Sie gehört zur St Helena Baptist Church, welche Mitglied der Western Province Baptist Church im Westkap in Südafrika ist.